# Melpomène (1812)
Pour les articles homonymes, voir Melpomène (homonymie).
Pour les autres navires du même nom, voir Melpomène (navire).
La Melpomène est une frégate de la classe Pallas (en) en service dans la Marine française entre 1812 et 1815.

## Service actif
En 1812, la Melpomène, commandée par le capitaine de frégate Belville, intègre l'escadre de la Méditerranée.
Le 5 novembre 1813, elle participe à un affrontement avec l'escadre de blocus anglaise devant Toulon.
Elle est capturée le 30 avril 1815 par le HMS Rivoli, vaisseau britannique de 74 canons, au large de l'île d'Ischia.